# Friederike Schirmer

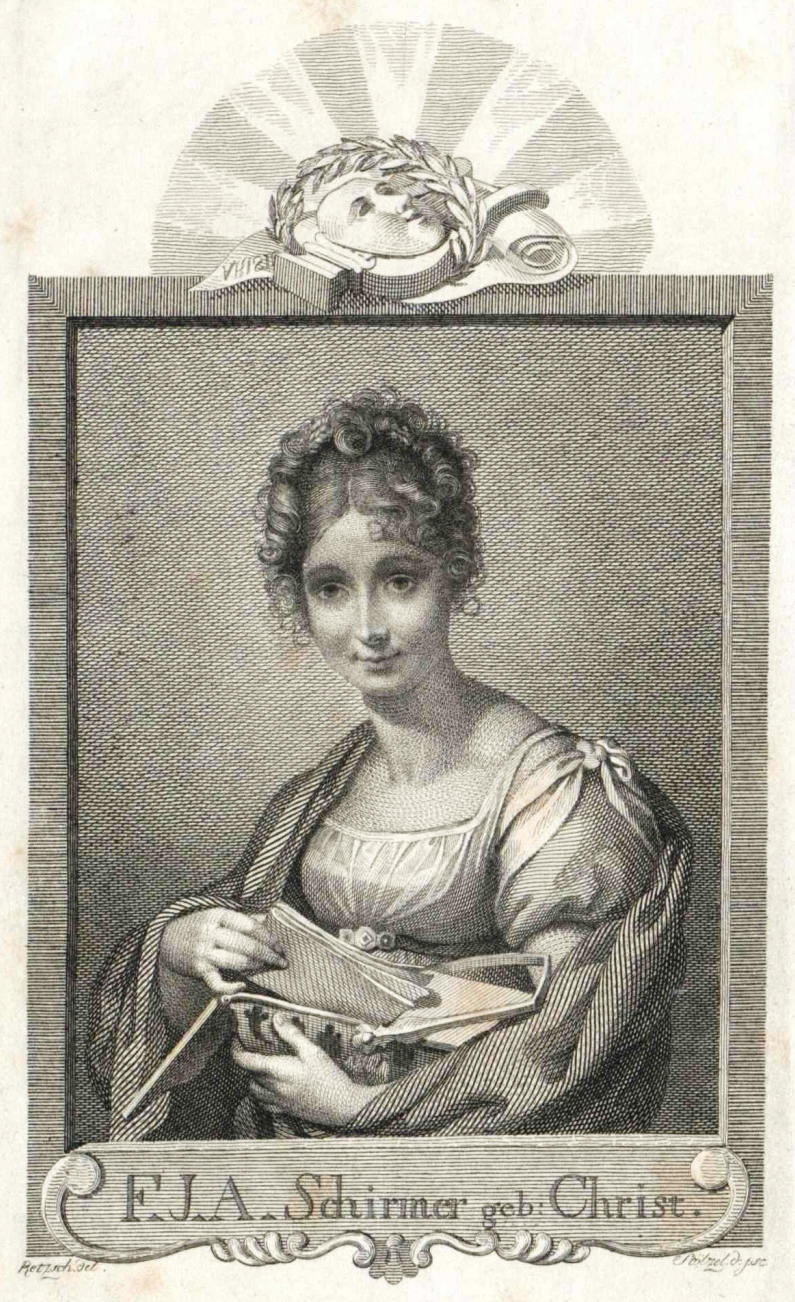
F.J.A.Schirmer, Stich von Moritz Retzsch

Friederike Antonia Josefa Schirmer, geborene Friederike Antonie Sofie Christ, (* 1785 in Riga; † 31. März 1833 in Dresden) war eine deutsche Theaterschauspielerin.

## Leben
Schirmer war eine Tochter des Schauspielers Joseph Anton Christ und dessen Ehefrau Isabella Maria Peixoto de Costa. Ihre Schwestern Margarethe, Caroline und Josefa wurden später ebenfalls Schauspielerinnen.
Ihren ersten künstlerischen Unterricht bekam Schirmer durch ihre Eltern. Mit Hilfe ihres Vaters konnte sie bereits in Kinderrollen mit der Truppe von Joseph Seconda erfolgreich debütieren. 1809 wurde sie Mitglied des Ensembles des Hoftheaters in Dresden und lernte dort dann ihren Kollegen Daniel Schirmer kennen und heiratete ihn auch bald.
Mit Wirkung vom 1. Januar 1819 wurde Schirmer von Generaldirektor Graf Heinrich Vitzthum von Eckstädt an die königlich sächsische Hofbühne auf Lebenszeit engagiert. Am 31. März 1833 starb Friederike Schirmer in Dresden und fand dort ihre letzte Ruhestätte. Der Schriftsteller Theodor Hell verfasste anlässlich ihres Todes ein Gedicht (Dresdner Abend-Zeitung, 1833, Nr. 81, S. 322).

## Rollen (Auswahl)
- Julia – Romeo und Julia (William Shakespeare)
- Prinzessin – Torquato Tasso (Johann Wolfgang von Goethe)
- Portia – Der Kaufmann von Venedig (William Shakespeare)
- Natalie – Prinz Friedrich von Homburg oder die Schlacht bei Fehrbellin (Heinrich von Kleist)

## Zitat
Der Schriftsteller Ludwig Tieck bemerkte 1827 in einer Rezension:
… von Natur und Grazie und einem wohllautenden Organ begabt, durch Studium und Fleiß von geistreichen und gebildeten Anstand und Ausdruck, ist ihre Lebhaftigkeit und Charakterzeichnung immer liebenswürdig und edel – eine wahre Künstlerin für das Lustspiel, vorzüglich das feinere, welches auf unserem Theater immer mehr zurückgestellt wird.

Ihr gelingt der Ausdruck des Mutwillens, des Leichtsinns, der Feinheit, und alles, was sie im Lustspiel wagt und versucht, ist vortrefflich.

Dieser runde, edle Ton, diese Fähigkeit, sich in Formen und Ausdruck zu schmiegen, kommt der Künstlerin auch in ernsten Rollen zu statten, die sie oft mit Feuer und Anmut giebt … Im Trauerspiel hat sie, vielleicht durch falsches Studium verleitet, einen feierlichen, einförmigen Ton, welcher ermüdet. Dennoch werden sie nicht viele Schauspielerinnen in Deutschland auch hier übertreffen.